# タウンシップ (ニュージャージー州)
アメリカ合衆国ニュージャージー州の地方政府であるタウンシップ（英: Township）は、州内で5種類ある自治体の1つ、11種類ある自治体政府形態の1つを表す名称である。ニュージャージー州のタウンシップは1つの政体として、十分な機能がある自治体であり、市、町、ボロ、村に匹敵するものである。タウンシップ政府は資産税を集め、道路の保守、ゴミの収集、上下水道、教育、警察、消防の機能を果たす。ニュージャージー州の自治体の中で27%はタウンシップ形態の政府を選んでいるが、その人口の総計は州人口の50%を少し超えている。
ニュージャージー州のタウンシップはアメリカ合衆国の他の州で使われているシビル・タウンシップ（英:  Civil township＝行政タウンシップ）とは異なっている。多くの州では、タウンシップは郡政府と自治体政府の中間にあるものとされ、自治体はタウンシップに従属する。それぞれの政府レベルに応じて異なる責任が割り当てられている。ニュージャージー州では、タウンシップの中に従属する自治体は無く、郡の中の自治体の1つの種類であり、市、町、ボロ、村と同様な位置づけにあり、これら全てが1つの郡の中に共存している。

## タウンシップ政府の形態
ニュージャージー州の自治体は5つの種類に分類され、そのうちの1つがタウンシップである。タウンシップはタウンシップ形態の政府を保持することができれば、また現代的形態の政府の1つを採用することもでき、自治体の特定の種類に限定されない。ニュージャージー州では、自治体の名称（某タウンシップ）は必ずしも政府形態を示してはいない。
ニュージャージー州では、タウンシップ政府は3人ないし5人の委員による立法委員会で構成される。通常、委員は全タウンシップを選挙区に党派選挙で選出される。選挙後に開催される委員会の編成会合で、互選により首長（タウンシップ長、英語では市長と同じ"Mayor"）を選び、会合を主宰させる。その他の委員はタウンシップの様々な部門のコミッショナーとなり、その分野の仕事を監督し、また全体的立法に関する問題を監督する。この形態の政府では特定の部門を監督する首長もいる。この政府形態での首長は主に儀礼的な役割であり、立法委員会の他の委員と権限は同じである。首長は州法で全ての首長に与えられる権限を保持している。立法委員会の委員の一人が毎年副首長に互選されている。首長を毎年選び直してローテーションするタウンシップがあれば、2年、3年と連続して一人の委員が首長を務めるタウンシップもある。
道路標識では、タウンシップが短縮されてTWP あるいは Twp と表示されていることが多い。公式文書でも "Twsp" と短縮されることがある。
アメリカ合衆国中西部の州で採用されているサーベイ・タウンシップ（英:  Survey township＝測量タウンシップ）とははっきり異なっている。これは元々6マイル (9.6 km) 四方に測量（サーベイ）された区画をタウンシップと称したものであり、アメリカ合衆国が西進していく過程で、新しい開拓者に公有地を割り振るときの基準になったものである（公有地測量システムを参照）。時の経過と共に郡の下の小区分とされ、自治体に類似する形態を採っているものもある。日本語で「郡区 (アメリカ合衆国)|郡区」と訳されるものはこの形態であることが多い。ただし、この郡区の中には市や町が存在し、郡区を跨って存在する自治体もある。また郡区の中には法人化された自治体に属さない非法人地域もあるが、人は住んでいるので、国勢調査のための指定地域が決められている。郡区の中にはこれら非法人地域に対して行政サービスを行う所もある。ニュージャージー州の場合、郡の領域は5種の自治体で小区分され、原則的にどこにも属さない非法人地域は存在しないことが、中西部の形態とはっきり異なる点である。

## 歴史
タウンシップ形態の自治体政府を定義し、改善するために、州議会が下記のように様々な法を成立させてきた。
- 1798年タウンシップ法、自治体を法人化するための最初の州法である。定義された政府は、ニューイングランドのタウンミーティングに類似した直接民主制の形態を採り、21歳以上の白人男性全てに投票権が与えられた。その投票権はニュージャージー州の州民であり、少なくとも6か月間タウンシップの住人であり、タウンシップの中で税金を払うか、土地を所有するか、年間5ドル以上の賃借料でタウンシップ内の家を賃貸している者に与えられた。タウンシップ委員会に5人のフリーホルダー（委員）が1年任期で選出され、タウンミーティングから次のタウンミーティングまでの期間で、歳入の使途を監督する責任があった。
- 1899年タウンシップ法、タウンミーティングを廃止し、タウンシップ委員会の役割を強化した。委員は当初3人に設定されていたが、5人まで拡張を認められた。委員は3年間任期とされ、毎年1人または2人が改選されるようにした。
- 1917年自治法、「自治体」という言葉を法律で定義し、5種（ボロ、タウンシップ、市、町、村）の政府を認め、法的にはどれも平等な位置づけとした
- 1989年タウンシップ法、1899年の法を大きく改正し、簡略化した。タウンシップ委員会は3人ないし5人の委員を互いに重なる任期で選出し、一般にタウンシップ全体を選挙区に選出する。委員会は互選で首長を選び、任期を1年間とする。この法の下に党派選挙が認められた。有権者は委員の数を3人または5人に改めるための住民投票を提案できる。多くのタウンシップ委員会が直接その自治体の運営を監督するが、この改正法ではその責任の全てあるいは一部を指名された管理官に委員会が委ねることを認めている。

1979年から1982年の間に、多くの自治体がタウンシップに変えるか、タウンシップ形態の政府に変更した。連邦法の「1972年州および地方財政支援法」では、州と自治体政府の間で分け合う資金を州に提供している。1981年、このプログラムから州が排除され、法はアメリカ合衆国の最も人気ある地方政府形態、すなわちタウンシップに直接資金を提供するよう改められた。このプログラムの利点を生かすために、ニュージャージー州エセックス郡だけで11の自治体がその形態あるいは名称をタウンシップに変更した。